# Parafia Ewangelicko-Reformowana w Pstrążnej
Parafia Ewangelicko-Reformowana w Pstrążnej – zbór ewangelicko-reformowany działający w Kudowie-Zdroju. W 2023 skupiał kilkunastu członków. Proboszczem parafii jest pastor Krzysztof Góral.

## Historia
Pierwsze wzmianki o obecności braci czeskich w okolicach Kudowy pochodzą z 1447. Zbór Jednoty Braterskiej w Pstążnej został założony w XVII wieku. W 1760 doszło jednak do pogromu miejscowych wiernych, podczas którego przy kościele rzymskokatolickim w Czermnej spalono odebrane im uprzednio religijne pisma, a część z nich zakuto w kajdany i wysiedlono do Wiednia i na tereny Siedmiogrodu.
Po objęciu panowaniem ziemi kłodzkiej przez Królestwo Prus w 1763 doszło do załagodzenia sporów wyznaniowych. W okolice Pstrążnej przybyło wielu uchodźców religijnych z terenu Królestwa Czech, będącego częścią Cesarstwa Austrii pod władaniem Habsburgów. Pochodzili oni przede wszystkim z rejonu Hradca Králové i określali się na początku jako beznominacyjny lud biblijny, następnie większość z nich wstąpiła do kościoła reformowanego. Jedynie część osadników w Pstrążnej i Bukowinie opowiedziała się za luteranizmem. Ludność kalwińska utrzymywała kontakty z innymi ewangelikami z parafii w Strzelinie oraz w Ziębicach.
W 1813 doszło do budowy kościoła w Pstrążnej, a w 1817 postawiono również budynek plebanii oraz szkoły. W 1829 miejscowy zbór stał się samodzielną parafią w strukturze Ewangelickiego Kościoła Unii Staropruskiej, a rok później jej proboszczem został ks. Ernest Josef Bergman. Podczas jego kadencji doszło do budowy nowego kościoła, na którą środki przekazała Bratnia Pomoc im. Gustawa Adolfa. Nowy kościół ewangelicko-reformowany w Pstrążnej został otwarty w 1848. Późniejsi duszpasterze zboru byli na zmianę kalwinami i luteranami (stan ten trwał do 1946).
Początkowo miejscowa ludność zachowywała czeską tożsamość narodowościową, jednak na skutek silnych procesów germanizacyjnych asymilowała się. W końcu XIX wieku parafia posiadała już charakter luterański, jedynie Sakrament Ołtarza sprawowany był w sposób łączony - podawano zarówno opłatki, jak i połamany chleb, do wyboru przez poszczególnych uczestników nabożeństwa.
W 1932 został wydany oficjalny zakaz prowadzenia posług religijnych w języku czeskim. Rok później proboszczem parafii został ks. Martin Hoffmann, pochodzący ze Strzelina. Wraz z wiernymi poparł Kościół Wyznający, pozostający w opozycji do działającego w łonie niemieckiego kościoła ewangelickiego nazistowskiego ruchu Niemieckich Chrześcijan. Ksiądz Hoffmann, pomimo zakazu, organizował nabożeństwa domowe w języku czeskim, jak również czeskojęzyczne lekcje religii, naukę konfirmacyjną, a także rozmowy duszpasterskie. W pobliskiej Bukowinie powołał ośrodek Misji dla Środkowej i Wschodniej Europy, przy którym działalność prowadziła szkoła biblijna. W 1942 proboszcz został powołany do Wehrmachtu, z którego jednak zdezerterował i ukrył się na terytorium Słowenii, gdzie przebywał do zakończenia działań wojennych. Po wojnie przybył do Pragi. Na polecenie prezydenta Edvarda Beneša miał zorganizować na ziemi kłodzkiej plebiscyt w sprawie przyłączenia jej do Czechosłowacji. Inicjatywa ta przyjmowana była z aprobatą przez członków zboru w Pstrążnej. W lutym 1946 za swoją działalność został jednak aresztowany i uwięziony przez Urząd Bezpieczeństwa, a następnie na skutek starań premiera Zdenka Fierlingera deportowany do Czechosłowacji.
W 1945 parafia liczyła około 150 wiernych, jednak po przyłączeniu tego regionu do Polski jej członkowie na podstawie kryterium wyznaniowego zostali uznani za Niemców i podlegali wysiedleniu. Większość zborowników wyjechała na tereny okupowanych przez aliantów Niemiec oraz do Czechosłowacji. Pozostali wobec braku duszpasterza do 1948 sami sprawowali nabożeństwa słowa, następnie zostali objęci opieką księży z parafii ewangelicko-augsburskiej w Kłodzku. W 1949 parafia w Pstrążnej włączona została w skład polskiego Kościoła Ewangelicko-Reformowanego. 
Liczba członków parafii nieustannie zmniejszała się na skutek wyjazdów oraz śmierci starszych zborowników. W latach 70. kilkuletnią posługę w zborze pełnił duchowny Holenderskiego Kościoła Reformowanego.
Na początku lat 90. liczba członków zboru wynosiła kilkanaście osób. Nabożeństwa odbywały się 1-2 razy w miesiącu i prowadzone były przez ks. Mirosława Jelinka z parafii w Zelowie. W wypadkach nagłych, jak odwiedziny chorego lub pogrzeb, obsługą wiernych zajmowała się parafia luterańska w Kłodzku.
11 czerwca 1995 parafia otrzymała własnego duszpasterza, którym został zamieszkały wówczas w Pstrążnej ks. Michał Jabłoński. W 1998 mianowany został na stanowisko jej proboszcza-administratora, które pełnił do 2007, kiedy to został administratorem parafii w Warszawie. W 2010 parafia liczyła 7 członków.

## Współczesność
Proboszczem parafii pozostaje ks. Krzysztof Góral, zamieszkały w Kleszczowie i pełniący również funkcję proboszcza tamtejszej parafii reformowanej, jak też parafii w Strzelinie.
W kościele ewangelicko-reformowanym w Pstrążnej nabożeństwa sprawowane są w każdą pierwszą i trzecią niedzielę w miesiąca. W budynku kościoła odbywają się również koncerty.
Na terenie Pstrążnej prowadzony jest Ośrodek Wypoczynkowy Kalwinka, gdzie odbywają się kościelne obozy młodzieżowe, a także inne spotkania ewangelickie i ekumeniczne.